# 藤壺
藤壺（ふじつぼ）は、皇妃の便宜上の名称。
そもそも藤壺とは平安御所後宮の七殿五舎のうちの一つ飛香舎の別名であり、転じて飛香舎を賜った皇妃の呼称ともなる。代表的な例として、光源氏を主人公とする『源氏物語』に以下の3人が登場する他、『うつほ物語』のあて宮などが知られる。
1. 桐壺帝の后、冷泉帝の母。後述。
2. 朱雀帝の女御、女三宮の母。1の異母妹。
3. 今上帝の女御、女二宮の母。

藤壺（ふじつぼ）は、紫式部が著した物語『源氏物語』に登場する架空の人物である。作中で藤壺と呼ばれる女性は3人おり、現代語の訳によっては混同を避けるため藤壺宮（ふじつぼ の みや、宮は皇族）や入道の宮と呼ぶ。原文では中宮ではなく「后(天皇の妻后)」で表記されている。光源氏の初恋の女性。
先帝の后腹（皇后所生）の女四宮（第四皇女）。同母兄に兵部卿宮（後に式部卿宮。紫の上の父）、異母妹に源氏女御（朱雀帝の妃、女三宮の母。同じく藤壺と称した）がいる。
桐壺更衣にそっくりの美貌の女性で、更衣の死後も悲しみに暮れていた桐壺帝がその噂を聞いて熱心に所望し入内する。桐壺帝は藤壺と最愛の息子源氏を実の母子のように鍾愛し、共にその輝かんばかりの美しさもあって、藤壺は源氏の「光る君」と並んで「輝く日の宮」と称された（「桐壺」）。
藤壺が亡き母によく似ていると教えられ彼女に懐いた源氏は、元服後も彼女を慕い続けて、次第に理想の女性として恋するようになる。そして藤壺が病のため里下がりした折に関係をもち（「若紫」）、その結果、藤壺は源氏に生き写しの男御子（後の朱雀帝の東宮、冷泉帝）をもうける。(現代語訳では「懐妊12ヶ月」と訳す訳者もいるが、原文では「師走」(平安時代では12月後半から2月頃を指す)の事で、藤壺が懐妊12ヶ月ではない。光源氏の子のため実際は9ヶ月程で産まれているが、世間からは10〜11ヶ月の頃産まれたと認識されている)。何も知らない桐壺帝は高貴な藤壺が産んだこの皇子を「瑕なき玉」と歓喜し溺愛したが、藤壺の心中は複雑だった。その年の七月に桐壺帝の后(原文では中宮の表記なし)に立后する（「紅葉賀」）。
その後桐壺帝から朱雀帝に世は移り、桐壺院崩御と共に弘徽殿太后（朱雀帝の母）側の勢力は日に日に増大する。源氏・左大臣側の衰勢も著しく、主だった後見もいない藤壺は源氏からの更なる求愛に悩まされた末、東宮を守るために出家を選んだ（「賢木」）。
東宮が元服し帝となった後は太上天皇に准ずる母后（女院)となる。これは一条天皇の母東三条院詮子が初例である。初女性に前斎宮（後の秋好中宮）の冷泉帝入内に協力したりと政治手腕を発揮する。37歳の厄年で重病に伏し、それまでの冷泉帝への後見を源氏に感謝しつつ崩御。「薄雲」帖で亡くなったことから、出家後は後世の読者から「薄雲女院（うすぐも の にょいん）」と呼ばれている。
没後、源氏が紫の上に藤壺のことをうっかり語った際、それを恨み源氏の夢枕に立ったりもしている（「朝顔」）。また源氏が紫の上を見出したのも、そもそもは紫の上が藤壺の姪で彼女に似ていたためであり（「若紫」）、後に朱雀院から女三宮降嫁の話を持ちかけられた折も、女三宮が紫の上同様に藤壺の姪であることにも心動かされて承諾してしまう（「若菜上」）。源氏の生涯を通じて彼の女性関係の根源に深く関わり続けた、永遠の恋人といえる存在であった。